# Ninox forbesi
El nínox de las Tanimbar (Ninox forbesi) es una especie de ave strigiforme de la familia Strigidae endémica de las islas menores de la Sonda. Anteriormente era considerada una subespecie del nínox moluqueño (Ninox squamipila), pero en la actualidad es tratada como especie separada. El nombre científico de la especie conmemora al explorador y ornitólogo escocés Henry Ogg Forbes.

## Distribución
Se distribuye en las islas indonesias de Yamdena, Selaru y las islas pequeñas cercanas de las Tanimbar, en el mar de Arafura.